# Ioana I de Navara
Ioana I (n. 14 ianuarie 1273 – d. 31 martie/2 aprilie 1305) a fost fiica regelui Henric I de Navara și a soției acestuia, Blanche de Artois. Prin căsătoria cu regele Filip al IV-lea a devenit regină consort a Franței.

## Biografie
Născută ca Jeanne de Champagne în Bar-sur-Seine, în provincia Champagne, la 14 ianuarie 1273, a fost prințesă din casa de Champagne. În anul următor, la moartea tatălui său, a devenit contesă de Champagne și regină domnitoare de Navara. Mama ei era tutorele ei și regenta Navarei. Diferite puteri, atât străine cât și din Navara, au căutat să profite de minoratul moștenitoarei și "slăbiciunea" unei regențe feminine, ceea ce a determinat-o pe mama Ioanei să caute protecție la curtea regelui Filip al III-lea al Franței. 
Mama ei a ajuns în Franța în 1274, iar prin tratatul de la Orleans din 1275, Ioana a fost logodită cu fiul și moștenitorul aparent al regelui, Filip. Prin urmare, Ioana și guvernul din Navara au fost plasate sub protecția regelui Franței. 

### Regină a Franței
La vârsta de 11 ani și jumătate Ioana s-a căsătorit cu viitorul Filip al IV-lea al Franței la 16 august 1284, devenind regină consort a Franței un an mai târziu, în 1285. Toți cei trei fii ai lor, care au atins vârsta adultă, au devenit regi ai Franței, și singura lor fiică, Isabela, a devenit regină consort a Angliei.
Ioana a fost descrisă ca fiind grăsuță și simplă, în timp ce frumoasa ei fiică Isabela semăna fizic cu tatăl ei. În ceea ce privește caracterul ei, Ioana era îndrăzneață, curajoasă și întreprinzătoare.
Ioana și-a îndeplinit cu succes rolul de regină a Franței: ea a asigurat succesiunea, a condus eficient curtea regală, a fost o primă doamnă demnă și a avut o relație foarte bună cu regele. După ce au crescut împreună, cuplul a fost în mod evident apropiat unul de altul; s-a raportat că Filip a iubit-o și a respectat-o profund. Dependența lui emoțională de ea este sugerată ca fiind un motiv de ce nu ea nu a vizitat niciodată Navara. În 1294, Filip a numit-o regentă a Franței pentru cazul în care el ar muri iar fiul lor ar fi fost minor.
Regina Ioana a fondat faimosul Colegiul Navara în Paris, în 1305.
Ioana a murit în 1305, la naștere, deși un cronicar l-a acuzat pe soțul ei că a ucis-o. Medicul ei personal a fost inventatorul Guido da Vigevano.

### Copii
1. Margaret (1288 – c. 1294)
2. Ludovic al X-lea al Franței (octombrie 1289 – 5 iunie 1316); din 1305 regele Ludovic I al Navarei, din 1314 rege al Franței
3. Blanche (1290 – c. 1294)
4. Filip al V-lea al Franței și Navarei (ca Filip al II-lea) (1292/93 – 3 ianuarie 1322)
5. Carol al IV-lea al Franței și Navarei (ca Charles I) (c. 1294 – 1 februarie 1328)
6. Isabela (c. 1295 – 23 august 1358), căsătorită cu regele Eduard al II-lea al Angliei
7. Robert (1297 – iulie 1308)